# Lamnatibia andina
Lamnatibia andina là một loài tò vò trong họ Ichneumonidae.